# 齊安大君
齊安大君（제안대군，1466年—1525年），名李琄，字國寶、諡靈孝，朝鮮睿宗的嫡二子，生母為安順王后韓氏。

## 生平
朝鮮世祖十二年二月十三日，時為世子後宮昭訓的安順王后於昌德宮壽康殿誕下李琄；十四年九月初七日（1468年），世祖傳位給世子李晄（睿宗），並在隔日封李琄之母爲王妃。
由於睿宗僅在位一年兩個月，而嫡長子仁城大君李糞又早夭，本來應該由李琄繼承王位，但李琄當時才僅四歲，又體弱多病。當時的王大妃貞熹王后（即世祖王妃）認為他不適合擔當重任，便選中懿敬世子之次子者山君李娎繼承王位，便是後來的成宗。李琄則在成宗元年受封齊安大君，成宗五年被過繼給世宗嫡七子平原大君李琳為嗣孫。 
李琄在12歲時曾娶金守末之女金氏，但是因為金氏有疾被安順王后下令離異。後來他又再娶朴仲善之女朴氏，當時他14歲，但是夫妻不諧，於是李琄又與前妻金氏私通，又將其接來同居，此時朴氏又爆發與婢女同寢事件，事後被認為是婢女誣陷女主人，不過一連串的醜聞，已經在朝廷上引起軒然大波。三年後，也就是成宗十六年（1485年），由於李琄上奏，表明不再娶之意，以及朴氏過世的情況下，成宗允許李琄與金氏復合；當時金氏是以「七去」之「惡疾」為由被休棄，本身無重大過失。李琄病逝於中宗二十年，無子。李琄曾說「我為大君後，我亦必以大君為後。」可是最終未能如願。中宗二十年（1525年）十二月十四日病逝，享壽六十；因為沒有後嗣，朝鮮中宗命弟弟完原君李𢢝的兒子、伊川君李壽禮（1508-1568）擔任喪主。
李琄在正史上評價並不是很好，他相當好色，在自己府中置有大量姬妾、妓生，整日與女人玩樂，張綠水（後來成為燕山君後宮的淑容）原本就是他家中的妓生。不過在他過世後，時人撰《齊安大君神道碑銘》提到他生平不近女色，只是精於音律，愛好聲樂。
同治十一年十二月四日（合1873年），朝鮮高宗追封宗室，將朝鮮定宗來孫、贈吏判李葩（1515－1571）指定給齊安大君作為嗣子，並追封李葩為洛豐君（낙풍군），李葩的五個兒子以及幾個孫子、曾孫也被追贈為君。光武庚子年（1900年），洛豐君李葩的十世孫李奎承（1835－1920）奉命奉祀平原大君和齊安大君。

## 妻
- 嗣祖父：平原大君李琳（1427年－1445年）
- 嗣祖母：江寧府夫人南陽洪氏（1429年－1483年）
  - 元配：商山府夫人商山金氏（朝鲜语：상산 김씨）（1465年－1529年），金守末與文化柳氏長女[4]
  - 繼室：順天朴氏（1467年－1485年），章敬王后尹氏的姨母

## 附註
1. ↑  中宗實錄56卷，20年（1525）12月14日紀錄7
2. ↑  .   [2020-04-17]. （原始内容存档于2020-06-28）.
3. ↑  승정원일기（承政院日記） 2783책 (탈초본 130책) 고종 9년 12월 4일 갑인 19/34 기사 （页面存档备份，存于）：「贈吏參李葩贈洛豐君, 齊安大君嫡長子, 贈承旨李希永贈慶宣君, 齊安大君嫡長孫, 參奉李希完贈慶星君, 司果李希龍贈慶雲君, 參奉李希忠贈慶薰君, 學生李希直贈慶寅君, 已上齊安大君嫡衆孫, 參奉李雲弼贈錦川君, 齊安大君嫡長曾孫, 學生李應白贈錦原君, 李善逸贈錦山君, 李漢弼贈錦溪君……」
4. ↑  . 仁濟大學族譜圖書館.   [2022-03-10]. （原始内容存档于2022-03-10）.